# Красовка (Воронежская область)
Красовка — деревня в Грибановском районе Воронежской области.
Входит в состав Листопадовского сельского поселения.

## География

### Улицы
- ул. Заречная.

## Население
| 2010 |
| ---- |
| 148  |